# Agarosio

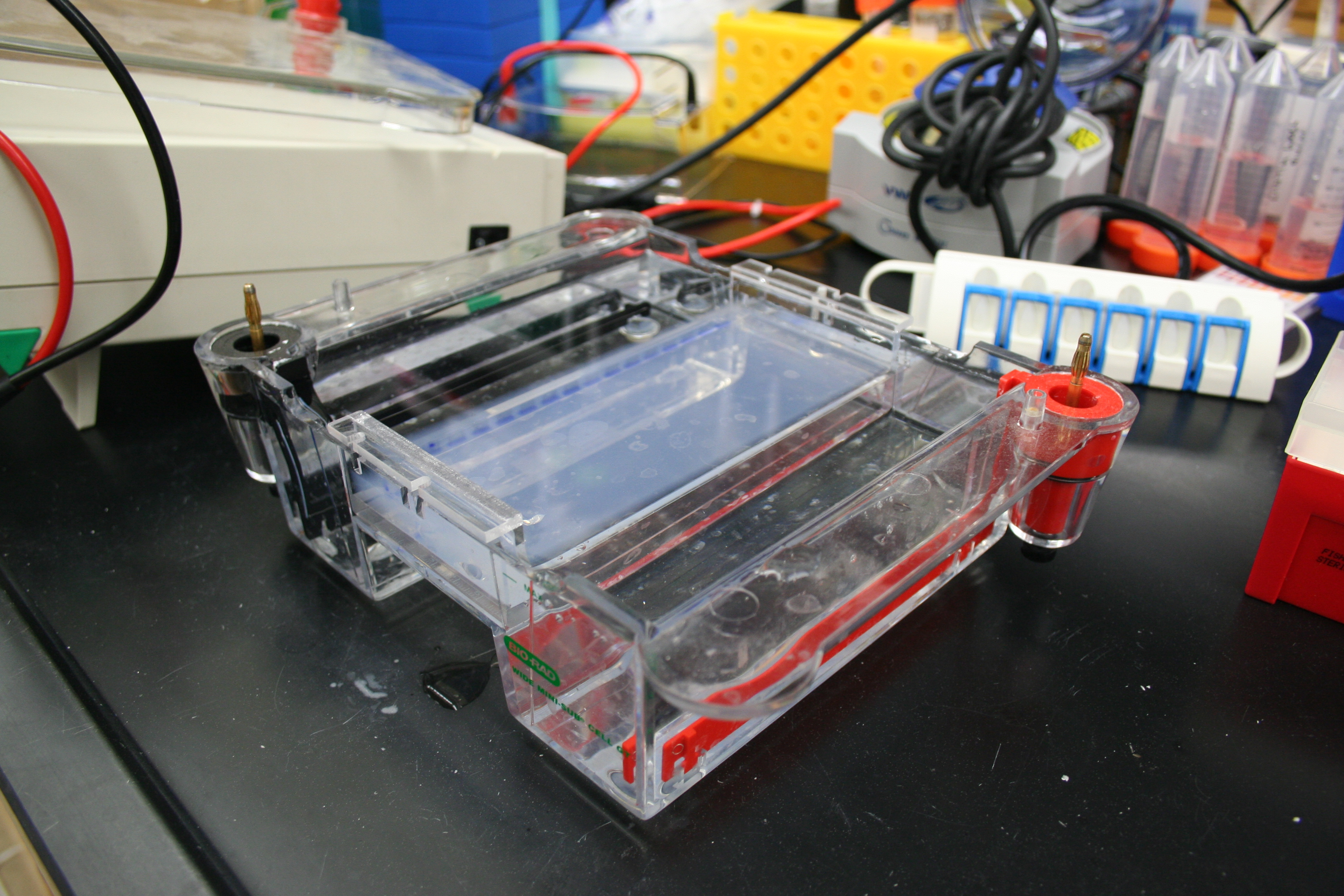
Esempio di impiego del gel di agarosio: il gel viene qui utilizzato in una camera elettroforetica orizzontale per la separazione di biomolecole.

L'agarosio è un polimero polisaccaride purificato dall'agar-agar, una sostanza gelatinosa estratta solitamente dalle Rhodophyta. È un polimero lineare la cui unità fondamentale è l'agarobiosio - un disaccaride composto da (1,3)-β-D-galattopiranosio-(1,4)-3,6-anidro-α-L-galattopiranosio. I due monosaccaridi sono uniti tra loro da legame glicosidico. L'agarosio è uno dei due componenti principali dell'agar, ed è ottenuto purificando l'agar dal suo secondo componente, l'agaropectina.
L'agarosio è comunemente acquistabile sotto forma di polvere bianca che si dissolve in acqua bollente e solitamente viene usato in biologia molecolare per la separazione di grandi molecole, tra cui ad esempio il DNA, tramite elettroforesi.

## Struttura
L'agarosio è un polimero lineare la cui massa molecolare si aggira attorno ai 120.000 Da. L'unità fondamentale dell'agarosio è l'agarobiosio, ossia un disaccaride costituito da D-galattosio e 3,6-anidro-L-galattopiranosio uniti da legame glicosidico α-(1→3) e β-(1→4).

Struttura dell'unità fondamentale dell'agarosio

Ogni molecola di agarosio contiene circa 800 molecole di galattosio; la catena polimerica di agarosio forma fibre elicoidali che si aggregano in strutture superavvolte con un raggio di circa 20/30nm. Le fibre sono semi rigide e variano ampiamente di lunghezza in base alla concentrazione di agarosio.
La struttura tridimensionale dell'agarosio è mantenuta tale tramite la formazione di legami H; di conseguenza scaldando il gel, esso torna allo stato liquido.

## Applicazioni

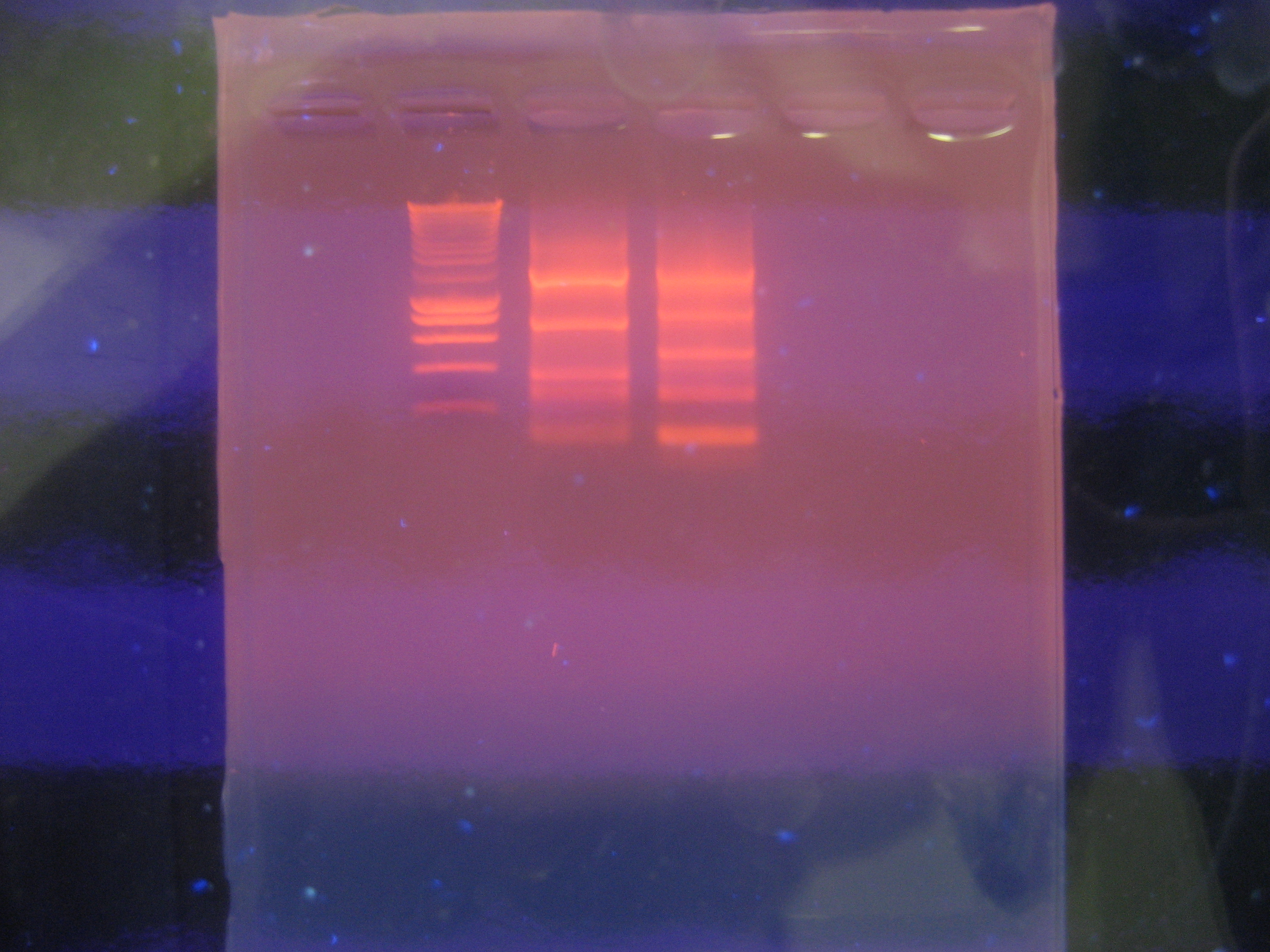
Il risultato di una separazione elettroforetica di acidi nucleici è spesso evidenziato da intercalanti che emettono radiazioni visibili se eccitati da raggi UV.

L'agarosio è un'ottima matrice per il lavoro con proteine e acidi nucleici grazie alle sue proprietà fisiche e chimiche, oltre che alla sua stabilità termica. Ha un basso grado di complessità molecolare e di conseguenza è improbabile che interagisca con altre biomolecole. 
L'impiego più comune del gel di agarosio è quello di fungere da supporto durante la separazione elettroforetica: nel gel di agarosio purificato vengono creati dei pozzetti, all'interno dei quali si "caricano" i campioni di interesse. Il gel presenta dei pori relativamente grandi e questa proprietà permette a biomolecole - tra cui frammenti di DNA con >100 paia di basi e complessi proteici di peso >200kDa - di essere separate in esso in base alle loro dimensioni. Infatti, molecole di dimensioni minori migrano verso la base del gel più velocemente delle molecole di dimensioni maggiori.

## Proprietà
L'agarosio presenta una temperatura di fusione diversa da quella di solidificazione/gelificazione, una proprietà definita come isteresi termica. La sua temperatura di ebollizione varia in base all'organismo da cui viene estratto (in generale tra gli 80 e i 90 °C), così come quella di gelificazione (in generale tra i 30 e i 40 °C), presentando così un'isteresi che può variare da 40 °C a più di 50 °C.